# Plougoulm
 Plougoulm  (en bretón Plougouloum) es una población y comuna francesa, situada en la región de Bretaña, departamento de Finisterre, en el distrito de Morlaix y cantón de Saint-Pol-de-Léon.

## Demografía
| 2030 | 2001 | 1809 | 1788 | 1693 | 1621 |
| Para los censos de 1962 a 1999 la población legal corresponde a la población sin duplicidades (Fuente: INSEE [Consultar]) |      |      |      |      |      |